# 索菲伊夫卡 (霍爾諾斯塔伊夫卡市鎮)
46°53′51″N 34°5′56″E / 46.89750°N 34.09889°E
索菲伊夫卡（烏克蘭語：Софіївка）是位於烏克蘭南部的村莊，由赫爾松州卡霍夫卡區的霍爾諾斯塔伊夫卡市鎮負責管轄。該村始建於1920年，面積18平方公里，海拔高度65米，2001年人口25，人口密度每平方公里1.4人。